# ヤマビーバー
ヤマビーバー（Aplodontia rufa）は、ヤマビーバー科ヤマビーバー属に分類される齧歯類。ヤマビーバー科唯一の現生種で、本種のみでヤマビーバー属を形成する。

## 分布
アメリカ合衆国北西部、カナダ南西部

## 形態
体長30-41cm。尾長2.5-3.8cm。体重1-1.5kg。体形は頑丈。背面は黒褐色や赤褐色、腹面は黄褐色の体毛で覆われる。
眼は小型。耳介は小型で、耳介下部の体毛は白い。門歯だけでなく小臼歯や大臼歯にも歯根がなく伸びつづける。四肢は短い。
名前に「ビーバー」とある（英語でも「Mountain Beaver」）がビーバーと共通しているのは泳ぎがうまい齧歯類という程度で、形態・生活様式並びに系統的にもビーバーとは全く異なり、現存種のなかでは初期の齧歯類であるパラミスに一番近い形態をしている齧歯類である。

## 生態
湿度の高い針葉樹林に生息する。地中に複数の地上への出入り口がある直径15-20cmの通路と、小さい部屋からなる巣穴を掘り生活する。巣穴は別個体の巣穴と繋がっていたり、複数の個体が共有することもある。
食性は植物食で、植物の茎、根、芽、葉などを食べる。巣穴の外で採食するだけでなく、食物を巣穴に持ちかえり貯蔵する。
繁殖形態は胎生。妊娠期間は28-30日。2-4月に1回に2-4頭の幼獣を年に1回産む。授乳期間は6-8週間。

## 人間との関係
植林された樹木を食害するため害獣とみなされることもある。